# 366-я стрелковая дивизия (1-го формирования)
366-я стрелковая дивизия — стрелковое соединение РККА Вооружённых Сил СССР, в Великой Отечественной войне.
Формирование в действующей Красной Армии с 17 декабря 1941 года по 17 марта 1942 года. В разное время дивизия находилась в составе войск Сибирского военного округа, 59-й армии, Резерва Ставки ВГК, 2-й ударной и 52-й армий Волховского фронта. 
17 марта 1942 года приказом Народного Комиссара Обороны № 78 «За проявленную отвагу в боях за Отечество с немецкими захватчиками, за стойкость, мужество, дисциплину и организованность, за героизм личного состава» дивизии было присвоено почётное звание «Гвардейская», новый войсковой № 19, и она была преобразована в 19-ю гвардейскую стрелковую дивизию.

## История
Стрелковая дивизия формировалось с 26 августа по 9 ноября 1941 года в Томской области. В состав дивизии стрелков вошли военнообязанные из Томской, Кемеровской, Омской областей, Красноярского и Алтайского краёв. 9 ноября 1941 года со станции Томск-2 была отправлена воинскими поездами на фронт. Выгрузилась дивизия в Вологде и после 600-километрового марша 28 декабря 1941 года прибыла в Тихвин, к 8 января 1942 года прибыла на восточный берег Волхова.
Введена в бой в ходе Любанской операции 19 января 1942 года. Перед дивизией стояла задача переправиться на западный берег Волхова, уже занятый советскими войсками, затем наступать вдоль восточной опушки леса западнее Арефино и Красного Посёлка, чтобы вместе с 23-й, 24-й и 58-й стрелковыми бригадами уничтожить врага в районе деревни Борисово, таким образом ликвидировать Ямно-Борисовский узел сопротивления, который продолжал удерживаться войсками противника и мешал развитию наступления к Мясному Бору. Затем дивизии предстояло наступать на вторую линию немецкой обороны у Мясного Бора.
Ранним утром 19 января 1942 года один из полков дивизии переправился на другой берег реки и завязал бои западнее Ямно, в направлении Мясного Бора. Поскольку дивизия наступала на главном направлении удара, в её распоряжение были переданы танки 160-го и 162-го танковых батальонов. 21 января 1942 года дивизия, продолжая продвижение с боями, вышла одним из батальонов к освобождённой накануне деревне Борисово, а другим батальоном — на дорогу совхоз «Красный Ударник» — Мясной Бор, и заняла позиции для наступления к шоссе вдоль дороги. После отражения контратак, дивизия в ночь с 21 на 22 января 1942 года перешла в наступление на Мясной Бор. Днём 22 января 1942 года передовые части дивизии уже вышли к Мясному Бору и завязали за него бои. Один из полков в этот же день захватил железнодорожную станцию Мясной Бор и деревню Теремец-Курляндский, уже несколько западнее Мясного Бора. 24 января 1942 года полоса обороны противника у Мясного Бора была окончательно прорвана. Дивизия продолжала развивать наступление, взяла деревни Кречно и Новую Кересть, 27 января 1942 года участвовала в освобождении Финева Луга, затем, продвигаясь вместе с частями введённого в прорыв 13-го кавалерийского корпуса действуя на его левом фланге дивизия 31 января 1942 года вышла к населённым пунктам Чауни и Тесово-Нетыльский. Затем, наступая через Тесовское болото, правым флангом овладела деревнями Заболотье, Вольные Кусони, Ясно, Ушницы, Туховежи, развернувшись фронтом на юг, но на своём левом фланге не смогла взять деревню Пятилипы, и на этих позициях ведёт бои до преобразования.
9 февраля 1942 года в оперативное подчинение дивизии была передана 23-я стрелковая бригада. 26 февраля 1942 года дивизия и бригада были переданы в 52-ю армию. Два батальона дивизии во второй декаде марта 1942 года привлекались к боям в районе Мясного Бора, когда противник первый раз сумел замкнуть кольцо окружения.
17 марта 1942 года приказом Народного Комиссара Обороны № 78 «За проявленную отвагу в боях за Отечество с немецкими захватчиками, за стойкость, мужество, дисциплину и организованность, за героизм личного состава» дивизии было присвоено почётное звание «Гвардейская», новый войсковой № 19, и она была преобразована в 19-ю гвардейскую стрелковую дивизию.

## В составе
| Дата            | Фронт (округ)           | Армия             | Корпус | Примечания |
| --------------- | ----------------------- | ----------------- | ------ | ---------- |
| 01.09.1941 года | Сибирский военный округ | -                 | -      | -          |
| 01.10.1941 года | Сибирский военный округ | -                 | -      | -          |
| 01.11.1941 года | Сибирский военный округ | -                 | -      | -          |
| 01.12.1941 года | Резерв Ставки ВГК       | 59-я армия        | -      | -          |
| 01.01.1942 года | Волховский фронт        | 59-я армия        | -      | -          |
| 01.02.1942 года | Волховский фронт        | 2-я ударная армия | -      | -          |
| 01.03.1942 года | Волховский фронт        | 52-я армия        | -      | -          |

## Состав
- управление
- 1218-й стрелковый полк
- 1220-й стрелковый полк
- 1222-й стрелковый полк
- 938-й артиллерийский полк
- 380-й отдельный истребительно-противотанковый дивизион
- 377-я зенитная батарея (662-й отдельный зенитный артиллерийский дивизион)
- 419-й миномётный дивизион
- 437-я разведрота
- 655-й отдельный сапёрный батальон
- 826-й отдельный батальон связи
- 460-й медико-санитарный батальон
- 453-я отдельная рота химической защиты
- 450-я (490-я) автотранспортная рота
- 229-я (289-я) полевая хлебопекарня
- 798-й дивизионный ветеринарный лазарет
- 1423-я полевая почтовая станция
- 746-я полевая касса Госбанка

## Командование

### Командиры
- Буланов, Семён Иванович (01.09.1941 — 17.03.1942), полковник

### Начальники штаба
- Артеменко, Николай Иванович (05.09.1941 — 17.03.1942), майор

## Память
- Школьный музей в школе № 32 г. Томска